# Paul Watzlawick
Paul Watzlawick (25. července 1921 Villach, Rakousko – 31. března 2007 Palo Alto, USA) byl americký psycholog, psychoterapeut a filosof rakouského původu.
Původně vzdělán ve filologii a filozofii. Prodělal výcvik v analytické psychoterapii na Jungově Institutu v Curychu. Od roku 1960 pracoval v Mental Research Institute (MRI) v Palo Altu v Kalifornii, odtud se terapeutický směr, který prezentoval, označuje jako paloaltská škola. Vedle psychoterapie, zejména rodinné, se věnoval také teorii komunikace a humoru. Od roku 1976 se stal profesorem psychoterapie na Stanford University.
Je známý například svými pěti komunikačními axiomy (odvozeny z díla Gregory Batesona, výběr):
- One cannot not communicate. (Člověk nemůže nekomunikovat).
- Digitální a analogový – Komunikace se daří, když (z pohledu adresáta) panuje shoda mezi digitální (verbální) a analogovou (nonverbální a analogverbální) složkou sdělení (sdělení je kongruentní).

## Dílo (české překlady)
- WATZLAWICK, Paul; BEAVIN BAVELAS, Janet; JACKSON, Don D. Pragmatika lidské komunikace. Překlad Vybíral, Zbyněk. Praha: Portál, 2024. 312 s. ISBN 978-80-262-2149-4.
- WATZLAWICK, Paul. Všechno dobré je k něčemu zlé aneb řešení paní Hekate. Překlad Vybíral, Zbyněk. Praha: Portál, 2015. 96 s. ISBN 978-80-262-0814-3.
- Umění změny: krátkodobá terapie osobních a mezilidských problémů (česky 2012)
- WATZLAWICK, Paul. Úvod do neštěstí. Překlad Vybíral, Zbyněk. Praha: Portál, 2010. 96 s. ISBN 978-80-7367-675-9.
- ZEIG, Jeffrey K., Watzlawik, Paul; Rogers, Carl; Satirová, Virginia; Ellis, Albert, Beck, Aaron; Lazarus, Arnold et al. Umění psychoterapie. Praha: Portál, 2005. 712 s. ISBN 80-7178-972-0.
- Jak skutečná je skutečnost (česky 1998)
- Amerika: Jak se neztratit? (česky 1996)